# بني قماح (بني ڭرفط)
بني قماح هي إحدى مشيخات المملكة المغربية، تتبع جغرافيا لإقليم العرائش وإداريًا لبني ڭرفط. يقدر عدد سكانها بـ 4007 نسمة حسب الإحصاء الرسمي للسكان والسكنى لسنة 2004.